# Mornago
Mornago es una comune italiana situada en la provincia de Varese, región de Lombardía. Tiene una población estimada, a fines de 2021, de 4909 habitantes.

## Evolución demográfica
| Gráfica de evolución demográfica de Mornago entre 1861 y 2021 |
|                                                               |
| Fuente ISTAT - elaboración gráfica de Wikipedia               |